# زلزال الشرق الأدنى 1068
حدث زلزال الشرق الأدنى  في عام 1068 صباح يوم 18 مارس في الشرق الأدنى على طول الجزء الجنوبي من صدع البحر الميت. تسبب الزلزال بوفاة 20,000 شخص وأضرار في مصر وشبه الجزيرة العربية وبعض المناطق الشرقية من البحر الأبيض المتوسط.